# Wakokai
Wakokai /=blue heron breeding place,/ jedno od plemena Muskhogean Indijanaca nastanjeno do seobe Creeka u Oklahomu na srednjem toku Hatchet Creeka u okrugu Coosa u Oklahomi. Wakokai su imali tri sela ('grada'): Sakapadai i Tukpafka u području Hatchet Creeka i Wiogufki, na Weogufka Creeku, sva tri u okrugu Coosa. 